# 根室湾

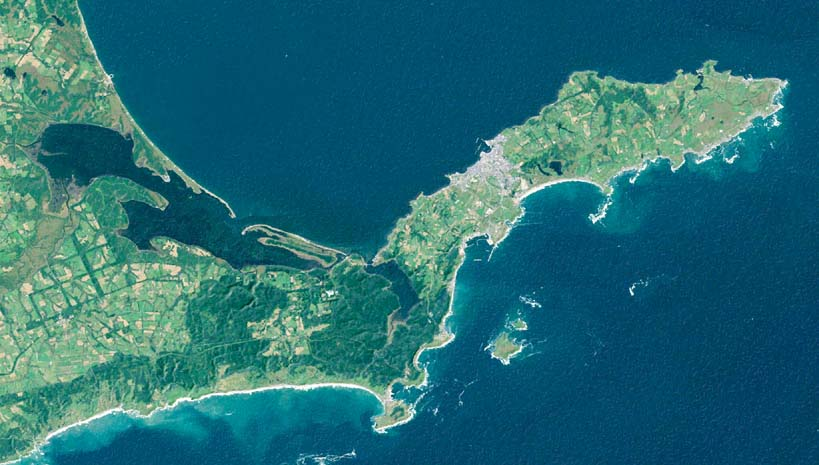
根室半島と根室湾

根室湾（ねむろわん）は北海道南東側にある湾で根室半島の北側に位置する。

## 概要
北方領土やオホーツク海に面している。
北部に支湾として、野付半島に囲まれた野付湾を持つ。野付水道に面し、東側に広く開けている。主な流入河川としては春別川、床丹川など。歯舞諸島付近の根室湾が豊かな漁場である。
主な港湾としては、根室港が根室湾の南側にあるほか、床丹港、別海港などがある。北緯43度に位置し、冬季は流氷に覆われる。